# Microsoft Windows Embedded
A finales de 2001 Microsoft lanzó a la venta una nueva versión simplificada de Windows XP la cual fue diseñada para sistemas embebidos y computadoras antiguas. Microsoft Windows Embedded tuvo 4 versiones: Windows XP Embedded, Windows Embedded Standard 2008, Windows Embedded Standard y Windows Embedded 7.

## Requisitos de cada versión
1. Windows XP Embedded
- 22 MB de almacenamiento para el sistema base (en memoria interna, a menos que esté configurado para arrancar desde un medio externo). Espacio de almacenamiento adicional se requerirá para las aplicaciones adicionales.
- 22 MB de RAM (más la memoria necesaria para almacenar la imagen del sistema operativo si se arranca desde la red).
- Un procesador Intel Pentium Pro de 200 MHz

2. Windows Embedded Standard 2008
- 34 MB de RAM
- 36 MB de almacenamiento
- Un procesador a 300 MHz

3. Windows Embedded Standard 7
- 358 MB de RAM
- 1 GB de almacenamiento
- Procesador de 32 bits

4. Windows Embedded 7
- 512 MB de RAM
- 1 GB de almacenamiento
- Procesador de 32 bits

## Versión especializada
Windows Embedded POSReady 2009 es una versión especializada destinada para dispositivos de venta como cajas registradoras y autoservicio para tiendas y supermercados, cajeros automáticos, entre otros. Está basado en Windows XP Embedded y Windows Embedded Standard 2009 respectivamente.
- Datos: Q48795872